# Thoracochromis schwetzi
Thoracochromis schwetzi är en fiskart som först beskrevs av Poll, 1967.  Thoracochromis schwetzi ingår i släktet Thoracochromis och familjen Cichlidae. IUCN kategoriserar arten globalt som sårbar. Inga underarter finns listade i Catalogue of Life.